# Капричос
Капри́чос (исп. Los Caprichos «причуды») — серия офортов Франсиско Гойя (закончена к 1799), является сатирой на политические, социальные и религиозные порядки. Самой известной работой серии является «Сон разума рождает чудовищ».

Нет нужды предупреждать публику не вовсе невежественную в искусстве, что ни в одной из композиций этой серии художник не имел в виду высмеять недостатки какого-либо отдельного лица. Воистину, таланту было бы слишком тесно в рамках такой задачи, и средства, которыми пользуются подражательные искусства для создания совершенных произведений, получили бы плохое применение.
Живопись (как и поэзия) выбирает из универсального то, что она почитает наиболее подходящим для своих целей, соединяет в одном вымышленном лице черты и обстоятельства, которые природа распределила среди многих, и из их искусного сочетания получается то счастливое подражание (натуре), за которое хорошего мастера провозглашают созидателем, а не рабским копировщиком.

Продаётся на улице Десенганьо, дом 1, в парфюмерной лавке, по цене 320 реалов за серию из 80 эстампов.

## Список
Данный список составлен в порядке, который обычно используется в искусствоведческой литературе.
| №  | Изображение | Название                                                 | Название на испанском                                       | Описание |
| -- | ----------- | -------------------------------------------------------- | ----------------------------------------------------------- | --- |
| 1  |             | «Франсиско Гойя и Лусьентес, художник»                   | Francisco Goya y Lucientes, Pintor                          | |
| 2  |             | «Они говорят „Да“ и протягивают руку первому встречному» | El sí pronuncian y la mano alargan al primero que llega     | Лёгкость, с которой многие женщины соглашаются на брак, объясняется надеждой жить в нём более свободно, чем раньше. |
| 3  |             | «Бука идёт!»                                             | Que viene el coco                                           | Пагубная ошибка в начальном воспитании: у ребёнка вызывают страх перед несуществующим и заставляют его бояться буки больше, чем отца. |
| 4  |             | «Маменькин сынок»                                        | El de la Rollona                                            | Небрежное воспитание, потворство и баловство делают детей капризными, упрямыми, заносчивыми, жадными, ленивыми и несносными. Вырастая, они становятся недорослями. Таков и этот маменькин сынок. |
| 5  |             | «Один другого стоит»                                     | Tal para cual                                               | Немало было споров о том, кто хуже: мужчины или женщины. Пороки тех и других происходят от дурного воспитания. Распутство мужчин влечёт за собой разврат женщин. Барышня на этой картинке так же безрассудна, как и щёголь, беседующий с ней, а что до двух гнусных старух, то они друг друга стоят. |
| 6  |             | «Никто никого не знает»                                  | Nadie se conoce                                             | Свет — тот же маскарад. Лицо, одежда и голос — всё в нём притворно. Все хотят казаться не тем, что они представляют собой на самом деле. Все обманывают друг друга, и никого не узнаешь. |
| 7  |             | «Он даже так не разглядит её»                            | Ni así la distingue                                         | А как же ему распознать её? Чтобы узнать её как следует, мало лорнета. Нужен здравый смысл и жизненный опыт, а этого-то и недостаёт нашему бедняжке. |
| 8  |             | «Её похитили!»                                           | ¡Que se la llevaron!                                        | Женщина, которая не умеет себя соблюсти, оказывается во власти первого встречного. А когда уже ничего не поделаешь, удивляется, что её похитили. |
| 9  |             | «Тантал»                                                 | Tántalo                                                     | Если бы он был более учтив и менее назойлив, она, быть может, ожила бы. |
| 10 |             | «Любовь и смерть»                                        | El amor y la muerte                                         | Вот любовник в духе Кальдерона: не сумев посмеяться над соперником, он умирает в объятиях возлюбленной и теряет её из-за собственного безрассудства. Не следует слишком часто обнажать шпагу. |
| 11 |             | «За дело, ребята!»                                       | Muchachos al avío                                           | Их лица и одежда сами за себя говорят. |
| 12 |             | «Охота за зубами»                                        | A caza de dientes                                           | Зубы повешенного — чудодейственное средство для всякого колдовства. Без них ничего толкового не сделаешь. Жаль, что простонародье верит этим бессмыслицам. |
| 13 |             | «Горячо!»                                                | Están calientes                                             | Они так торопятся проглотить, что глотают кипящее. В удовольствиях тоже необходимы умеренность и воздержание. |
| 14 |             | «Какая жертва!»                                          | ¡Qué sacrificio!                                            | Как водится, жених не из самых привлекательных, но он богат, и ценою свободы несчастной девушки нищая семья покупает благополучие. Такова жизнь. |
| 15 |             | «Добрые советы»                                          | Bellos consejos                                             | Советы достойны той, кто их даёт. Хуже всего то, что сеньорита будет следовать им буквально. Горе тому, кто к ней приблизится! |
| 16 |             | «Да простит её Бог, это была её мать»                    | Dios la perdone. Y era su madre                             | Барышня покинула дом ребёнком. Она училась ремеслу в Кадиксе и приехала в Мадрид, где ей повезло. Она отправляется в Прадо, и там грязная и дряхлая старуха просит у ней милостыню. Она прогоняет её, старуха пристает. Щеголиха оборачивается и видит — подумать только! — что нищенка её мать. |
| 17 |             | «Он хорошо натянут»                                      | Bien tirada está                                            | О, тётушка Курра не дура. Она отлично знает, как важно иметь хорошо натянутые чулки. |
| 18 |             | «А у него сгорает дом»                                   | Y se le quema la casa                                       | Пока пожарные насосы не освежат его, ему никак не удаётся снять штаны и прервать беседу со светильником. Такова сила вина. |
| 19 |             | «Все погибнут»                                           | Todos caerán                                                | Удивительно! Опыт погибших не идёт впрок тем, кто стоит на краю гибели. Ничего тут не поделаешь. Все погибнут. |
| 20 |             | «Вот они и ощипаны»                                      | Ya van desplumados                                          | Раз их уже ощипали, пусть убираются, другие придут на их место. |
| 21 |             | «Как её ощипывают!»                                      | ¡Cuál la descañonan!                                        | И на цыпочек находятся коршуны, которые обдерут их до пёрышка. Недаром говорят: как аукнется, так и откликнется. |
| 22 |             | «Бедняжки!»                                              | ¡Pobrecitas!                                                | |
| 23 |             | «Из той пыли…»                                           | Aquellos polvos                                             | Безобразие! С такой порядочной женщиной, которая за гроши всем оказывала услуги, такой усердной, такой полезной — и так обойтись! Безобразие! |
| 24 |             | «Тут ничего нельзя было поделать»                        | No hubo remedio                                             | Эту святую сеньору жестоко преследуют. Огласив историю её жизни, ей оказывают почёт. Но если это делают, чтобы устыдить её, то зря теряют время. Невозможно устыдить того, кто не знает стыда. |
| 25 |             | «Ведь он разбил кувшин. Кто из них хуже?»                | Si quebró el cántaro                                        | |
| 26 |             | «У них уже есть на что сесть»                            | Ya tienen asiento                                           | Чтобы образумить легкомысленных девиц, нет ничего полезнее, чем надеть им стулья на голову. |
| 27 |             | «Кто более предан?»                                      | ¿Quién más rendido?                                         | Ни тот, ни другой. Он — вертопрах в любовных делах, который всем женщинам говорит одно и тоже, а она занята мыслями о том, как ей разделаться с пятью свиданиями, которые она назначила от восьми до девяти, а сейчас уже половина восьмого. |
| 28 |             | «Никому ни слова»                                        | Chitón                                                      | Превосходная мамаша для деликатного поручения. |
| 29 |             | «Вот это называется читать»                              | Esto sí que es leer                                         | Никто не скажет, что он теряет время зря. |
| 30 |             | «Зачем их прятать?»                                      | ¿Por qué esconderlos?                                       | Ответ очень прост: потому что он не хочет их тратить, а не тратит их потому, что, хотя ему уже исполнилось 80 лет и жить осталось не больше месяца, он всё ещё боится, что ему не хватит денег на жизнь. Столь обманчивы расчёты скупости. |
| 31 |             | «Она молится за неё»                                     | Ruega por ella                                              | И хорошо делает: да ниспошлет ей Бог удачу и избавит её от зла, от лекарей — кровопускателей и от альгвасилов, и пусть она станет такой же ловкой, расторопной и готовой угодить всем, как её покойная мамаша, царство ей небесное. |
| 32 |             | «За то, что она была слишком чувствительна»              | Porque fue sensible                                         | На жизненном пути бывают подъёмы и падения. |
| 33 |             | «Графу Палатинскому»                                     | Al conde Palatino                                           | Во всех науках есть шарлатаны, которые всё знают, ничему не учившись. |
| 34 |             | «Их одолевает сон»                                       | Las rinde el sueño                                          | Не надо будить их. Быть может, это единственное утешение несчастных. |
| 35 |             | «Она его гладко бреет»                                   | Le descañona                                                | Его бреют чисто, и с него сдерут шкуру. Сам виноват, что вверяет себя такому брадобрею. |
| 36 |             | «Скверная ночь»                                          | Mala noche                                                  | Вот как плохо приходится гулящим девицам, которым не сидится дома. |
| 37 |             | «А не умнее ли ученик?»                                  | ¿Si sabrá más el discípulo?                                 | Неизвестно, умнее он или глупее, но нет сомнения, что более важной, глубокомысленной особы, чем этот учитель, невозможно сыскать. |
| 38 |             | «Брависсимо!»                                            | ¡Bravísimo!                                                 | Если для понимания довольно иметь длинные уши, то лучшего ценителя не найти; но как бы он не стал хлопать тому, что совсем плохо звучит. |
| 39 |             | «Вплоть до третьего поколения»                           | Hasta su abuelo                                             | Это бедное животное свели с ума знатоки геральдики и родословных. Оно не одиноко. |
| 40 |             | «От какой болезни он умрет?»                             | ¿De qué mal morirá?                                         | Врач отменный, способный к размышлению, сосредоточенный, неторопливый, серьёзный. Чего же ещё желать? |
| 41 |             | «Точь-в-точь»                                            | Ni más ni menos                                             | Он заказал свой портрет — и хорошо сделал. Те, кто с ним не знаком и не видал его, все узнают по портрету. |
| 42 |             | «Ты, которому невмоготу»                                 | Tú que no puedes                                            | Разве не ясно, что эти верховые суть верховые животные? |
| 43 |             | «Сон разума рождает чудовищ»                             | El sueño de la razón produce monstruos                      | Воображение, покинутое разумом, порождает немыслимых чудовищ; но в союзе с разумом оно — мать искусств и источник творимых им чудес. |
| 44 |             | «Тонко прядут»                                           | Hilan delgado                                               | Сырьё для пряжи - дети. |
| 45 |             | «Многое можно сосать»                                    | Mucho hay que chupar                                        | Человек словно для того и рождается и живёт на свете, чтобы из него тянули соки. |
| 46 |             | «Строгий выговор»                                        | Corrección                                                  | Без выговоров и нравоучений нельзя преуспеть ни в какой науке, а ведовство требует особого таланта, усердия, зрелости, покорности и послушания Великому Ведьмаку, который ведает колдовской семинарией Бараоны. |
| 47 |             | «Подношение учителю»                                     | Obsequio al maestro                                         | Правильно делают: они были бы неблагодарными учениками, если бы не угощали своего наставника, которому они обязаны всей своей дьявольской выучкой. |
| 48 |             | «Доносчики»                                              | Soplones                                                    | Из всех видов нечисти наушники — самые противные и в то же время самые несведущие в колдовском искусстве. |
| 49 |             | «Маленькие домовые»                                      | Duendecitos                                                 | А вот совсем другой народец. Весёлые, резвые и услужливые; немножко лакомки и охотники до шалостей; но всё-таки это славные человечки. |
| 50 |             | «Сурки»                                                  | Los Chinchillas                                             | Тот, кто ничего не слышит, и ничего не знает, и ничего не делает, принадлежит к огромному семейству сурков, которые ни на что не годятся. |
| 51 |             | «Прихорашиваются»                                        | Se repulen                                                  | Иметь длинные когти настолько предосудительно, что запрещается даже нечистой силе. |
| 52 |             | «Чего не сделает портной!»                               | ¡Lo que puede un sastre!                                    | Они смиренно стоят на коленях перед рясой, но надета-то эта ряса на трухлявое дерево! |
| 53 |             | «Какой Златоуст»                                         | ¡Qué pico de oro!                                           | Когда он говорит, он настоящий златоуст, а когда выписывает рецепты — настоящий ирод. |
| 54 |             | «Стыдливый»                                              | El vergonzoso                                               | Есть люди, у которых самая непристойная часть тела — это лицо, и было бы не худо, если бы обладатели таких смешных им злополучных физиономий прятали их в штаны. |
| 55 |             | «До самой смерти»                                        | Hasta la muerte                                             | Она прихорашивается — и очень кстати. Сегодня день её рождения. Ей исполняется семьдесят пять лет. К ней придут подружки. |
| 56 |             | «Вверх и вниз»                                           | Subir y bajar                                               | Фортуна очень плохо обращается с теми, кто с нею угодлив. Тому, кто с таким трудом взбирается наверх, она даёт дым, а потом в наказание сбрасывает вниз. |
| 57 |             | «Родословная»                                            | La filiación                                                | Здесь стараются обольстить жениха, показывая ему по родословной, кто её родители, деды, прадеды и прапрадеды. А кто она сама? Это он узнает после. |
| 58 |             | «Глотай, собака»                                         | Trágala perro                                               | Кто станет жить среди людей, тому не избежать клистира. А если он этого не хочет, ему придётся удалиться в леса и горы. И там он всё равно убедится, что жизнь — сплошной клистир. |
| 59 |             | «А они ещё не уходят»                                    | ¡Y aún no se van!                                           | Тот, кто не задумывается над превратностями судьбы, спит спокойно среди опасностей; он не умеет уберечься от бед, которые ему угрожают, и любое несчастье застаёт его врасплох. |
| 60 |             | «Первые опыты»                                           | Ensayos                                                     | Мало-помалу он продвигается вперёд и уже делает первые шаги, а со временем он будет знать столько же, сколько его наставница. |
| 61 |             | «Они взлетели»                                           | Volavérunt                                                  | Этот клубок ведьм, который служит подножием щеголихе, вовсе ей не нужен, — разве что для красы. У иных в голове столько горючего газа, что они могут взлететь на воздух без помощи ведьм и без воздушного шара. |
| 62 |             | «Невероятно!»                                            | ¡Quién lo creyera!                                          | Две ведьмы крепко повздорили, которая из них сильнее в бесовском деле. Трудно поверить, что Косматая и Кудлатая способны на такую потасовку. Дружба — дочь добродетели: злодеи могут быть только сообщниками, но не друзьями. |
| 63 |             | «Какие важные персоны!»                                  | ¡Miren que graves!                                          | На картинке — два почтенных и сановитых ведьмака. Они выехали верхом, чтобы поразмяться. |
| 64 |             | «Счастливого пути»                                       | Buen viaje                                                  | Куда держит путь эта адская банда, завывающая в ночном мраке? При свете было бы нетрудно перестрелять всю эту нечисть. Однако в темноте их не видно. |
| 65 |             | «Куда направилась маменька?»                             | ¿Dónde va mamá?                                             | У мамаши водянка, и ей предписан моцион. Дай Бог, чтобы ей полегчало. |
| 66 |             | «Ну-ка, полегче!»                                        | Allá va eso                                                 | |
| 67 |             | «Погоди, тебя подмажут»                                  | Aguarda que te unten                                        | Его посылают с важным поручением, и он торопится в путь, хотя его еще не успели подмазать как следует. Среди ведьмаков тоже встречаются ветреники, торопыги, нетерпеливые сумасброды без капли здравого смысла. Всюду бывает всякое. |
| 68 |             | «Вот так наставница»                                     | Linda maestra                                               | Для ведьмы метла — одно из важнейших орудий: помимо того, что ведьмы — славные метельщицы, они, как известно, иногда превращают метлу в верхового мула, и тогда сам чёрт их не догонит. |
| 69 |             | «Поддувает»                                              | Sopla                                                       | Наверное, в прошлую ночь был богатый улов младенцев. Готовится знатный пир. Приятного аппетита! |
| 70 |             | «Благочестивая профессия»                                | Devota profesión                                            | — Клянёшься ли ты слушаться и почитать своих наставников и начальников, подметать чердаки, прясть паклю, бить в бубен, визжать, выть, летать, варить, подмазывать, сосать, поддувать, жарить — всякий раз как тебе прикажут? — Клянусь! — в таком случае, милая, ты уже ведьма. В добрый час! |
| 71 |             | «Когда рассветёт, мы уйдём»                              | Si amanece, nos vamos                                       | А хоть бы и вовсе не приходили: никому вы не нужны. |
| 72 |             | «Тебе не уйти»                                           | No te escaparás                                             | Конечно, не уйдет та, которая сама хочет быть пойманной. |
| 73 |             | «Лучше бездельничать»                                    | Mejor es holgar                                             | Если тому, кто больше трудится, достается меньше благ, то, право, лучше бездельничать. |
| 74 |             | «Не кричи, дурочка!»                                     | No grites, tonta                                            | Бедняжка Пакилья! Она пошла позвать лакея — и повстречалась с домовым. Не надо бояться: Мартинико в хорошем расположении духа и не причинит ей зла. |
| 75 |             | «Неужели никто нас не развяжет»                          | ¿No hay quién nos desate?                                   | Долгое время развод в Испании был запрещен и допускался лишь в исключительных случаях. В конце XIX века Гражданский кодекс разрешил раздельное проживание супругов («separación»), однако возможность расторгнуть брак появилась у испанцев только в 1932 году, когда был принят революционный на тот момент Закон о разводе. Этот закон просуществовал всего 6 лет. Эпоха правления Франко проходила под большим влиянием католической церкви, поэтому Закон о разводе был отменен. Уже после смерти Франко право развода было возвращено, в 1981 году соответствующие поправки были приняты в Гражданский кодекс Испании. Развод в Испании разрешен, но оформляется только в судебном порядке. |
| 76 |             | «Поняли? Чтоб все было по-моему, слышите? А не то…»      | Está vuestra merced… pues, como digo… ¡eh! ¡cuidado! si no… | Этот болван воображает, что раз он носит кокарду и жезл, то он от природы выше других, и злоупотребляет доверенной ему властью, чтобы досаждать всем, кто имеет с ним дело. Тщеславный, спесивый, наглый с теми, кто ниже его по положению, он гнёт спину и пресмыкается перед теми, кто его сильнее. |
| 77 |             | «Друг дружку»                                            | Unos a otros                                                | Такова жизнь. Люди издеваются один над другим и мучают друг друга, словно разыгрывают бой быков. Тот, кто вчера был на месте быка, сегодня — тореро. Фортуна правит фиестой и распределяет роли по своей прихоти. |
| 78 |             | «Кончай скорее, уже просыпаются»                         | Despacha, que despiertan                                    | Маленькие домовые — это самый услужливый и домовитый народец. Если служанка умеет их уважить, то они снимают пену с ольм, варят овощи, судомойничают, подметают и баюкают ребёнка. Много спорили, не дьяволы ли они. Рассеем заблуждения. Дьяволы — это те, кто причиняет зло или мешает другим делать добро, или кто вообще ничего не делает. |
| 79 |             | «Нас никто не видел»                                     | Nadie nos ha visto                                          | Монахи призывают паству к смирению и аскезе, а когда никто не видит, предаются чревоугодию. |
| 80 |             | «Уже пора»                                               | Ya es hora                                                  | На рассвете разбегаются в разные стороны ведьмы, домовые, привидения и призраки. Хорошо, что это племя показывается только ночью и в темноте. До сих пор никто не сумел узнать, где они прячутся днём. Тот, кому удалось бы захватить логово домовых, поместить его в клетку и показывать в десять часов утра на Пуэрта-дель-Соль, не нуждался бы ни в каком наследстве. |